# 東海バス伊東営業所
東海バス伊東営業所（とうかいバスいとうえいぎょうしょ）は、静岡県伊東市にある東海バスの営業所。東海自動車グループ創業の地の1つである伊東市内の路線を主に担当する。

## 歴史
- 1917年（大正6年）
  - 2月15日 - 伊東自動車株式会社設立[2]。
  - 4月下旬 - 伊東自動車が伊東から亀石峠を経由して大仁までを結ぶ路線バスの運行を開始[2][3]。
- 1918年（大正7年）11月24日 - 伊東自動車が東海自動車株式会社に商号を変更[2]。
- 1999年（平成11年）
  - 2月17日 - 株式会社伊豆東海バス設立[2]。
  - 4月1日 - 東海自動車から熱海および伊東地区の乗合バス事業が伊豆東海バスに移管[2]。同社の伊東事業所となる。
- 2020年（令和2年）
  - 3月27日 - JR東日本グループが運営する伊東駅商業施設の第2期開業店舗として[4]、伊東駅構内案内所がリニューアルオープン[5][6]。
  - 4月1日 - 東海バスグループの再編に伴い、伊豆東海バス・南伊豆東海バス・西伊豆東海バス・新東海バス・東海バスオレンジシャトルが合併し、「株式会社東海バス」が発足。従来の事業所がそのまま東海バスの営業所となった[7]。

## 所在地
所在地は以下の通り。
- 伊東営業所
  - 静岡県伊東市荻1-1
- 伊東駅構内案内所
  - 静岡県伊東市湯川1-8-6

## 路線
以下の路線を運行している。伊東駅 - 内野町/西校前間を通る路線では伊東駅方面行きは暖香園・いでゆ橋・本町を経由し、郊外方面行きは松原・伊東温泉・和田湯会館・竹町を経由する（自主運行路線も同様）。多賀車庫の廃止に伴い、熱海営業所の一部の路線の運行も行う。さらに、下田営業所のS01大川線（東伊豆町自主運行バス志津摩・大川公民館線）、S21河津七滝・八丁池口線（河津町自主運行バス入谷中村線のさくら幼稚園発着便）の運行も行う。

### 宇佐美・マリンタウン線
- 【I01】伊東駅 - マリンタウン
  - 日中のみ運行。

### 新井線
- 【I03】伊東駅 - 新井
  - 本路線は事業者単独では維持が困難なため、伊東市の補助（伊東市生活路線バス運行事業補助金）を受けて運行している。
  - 主に朝夕のみ運行。
  - 伊東駅 - 伊東温泉間では上りは東海館前・本町を経由し、下りは松原を経由する。
  - 新井線・小室山線（新井経由）の伊東温泉停留所はほかの路線と異なる位置にある（静岡県道110号伊東港線沿い静岡銀行伊東支店東付近）。

### 荻線
- 【I20】伊東駅 → 城星（じょうぼし） → （荻車庫） → 荻 → 城山町 → 南伊東駅口 → 伊東駅
  - 荻循環は1日2本の運行となっている。荻車庫を経由する便としない便がそれぞれ1本ずつとなっている。
- 【I21】伊東駅 -  城星 - 荻車庫
  - 2023年3月31日まで伊東駅発の20時台以降の便は本町・東海館前経由となっていた。
- 【I36】伊東駅 → 川奈口 → 荻車庫
  - 毎日夜1便のみ運行。
- 【I50】伊東駅 - 南伊東駅口 - 城山町 - 荻 - 荻車庫 - 十足広場（とおたりひろば）
  - 2023年3月31日まで伊東駅発の最終便は本町・東海館前経由となっていた。
- 【I51】荻車庫 → 荻 → 城山町 → 南伊東駅口 → 寿町 → 本町 → 伊東駅
  - 平日朝1便のみ運行。
- 【I54】伊東駅 - 南伊東駅口 - 城山町 - 荻 - 荻車庫 - 荻 - かどの球場
  - 2023年3月31日まで伊東駅発の19時台以降の便は本町・東海館前経由となっていた。
- 【I56】伊東駅 - 伊東市民病院 - 南伊東駅口 - 城山町 - 荻 - 荻車庫 - かどの球場
  - 平日8-15時台のみ運行

### 小室山線
- 【I05】伊東駅 - 新井 - 小室山リッジウォークMISORA
  - 2022年5月16日ダイヤ改正により新設。主に日中のみ運行。
- 【I22】（宇佐美港 → ）伊東駅 - （伊東市役所 - ）城星 - 小室山リッジウォークMISORA
  - 主に朝夕のみの運行となっている。日中はシャボテン公園発着や新井経由での運行となる。また、下りの始発便のみ小室山リフト経由になる。
  - 2024年4月1日のダイヤ改正により、桑原地区を通る経路変更を実施。宇佐美新町 - 宇佐美幼稚園間に桑原、桑原会館前、稲田の3停留所を追加。

### 城星循環
- 【I25】伊東駅 → 城星 → みずき台 → 城星 → 伊東駅
  - 夕方以降のみ運行

### 川奈港線
- 【I30】伊東駅 - 川奈口 - 川奈駅 - 川奈港
  - 本路線は事業者単独では維持が困難なため、伊東市の補助（伊東市生活路線バス運行事業補助金）を受けて運行している。
  - 2023年3月31日までは伊東駅発の20時台以降は本町・東海館前経由となっていた。

### 松ヶ崎・蓮着寺口・海洋公園線（ホテル経由）
- 【I31】伊東駅 - 川奈口 - 川奈駅 - 川奈ホテル - 松ヶ崎 - 城ヶ崎駅口 - 蓮着寺口 - 伊豆海洋公園
- 【I35】伊東駅 - 川奈口 - 川奈駅 - 川奈ホテル - 松ヶ崎
  - 本系統は事業者単独では維持が困難なため、伊東市の補助（伊東市生活路線バス運行事業補助金）を受けて運行している。

### 蓮着寺口・海洋公園・伊豆高原駅線（吉田経由）
- 【I33】伊東駅 - 川奈口 - 吉田 - 沢向 - 城ヶ崎駅口 - 蓮着寺口 - 伊豆海洋公園 - 伊豆高原駅
- 【I34】伊東駅 - 川奈口 - 吉田 - 沢向 - 城ヶ崎駅口 - 蓮着寺口
  - 毎日1往復のみ運行。

### 伊豆高原駅・赤沢線（国道経由）
- 【I85】伊豆高原駅 → ぐらんぱる公園 → 吉田 → 川奈口 → 伊東駅

### シャボテン公園線
- 【I61】伊東駅 - 城星 - 一碧湖 - シャボテン公園
- 【I65】伊東駅 - 城星 - 吉田 - ぐらんぱる公園 - シャボテン公園
- 【I66】伊東駅 - 南伊東駅口 - 城山町 - 荻 - 荻車庫 - 十足広場 - シャボテン公園
  - 2020年4月1日のダイヤ改正で新設。
- 【I67】伊東駅 - 伊東市役所 - 城星 - 小室山リッジウォークMISORA - ぐらんぱる公園 - シャボテン公園
  - 2022年12月17日のダイヤ改正で新設、日中のみ運行。
- 【快速】伊東駅 - シャボテン公園
  - 2023年4月1日のダイヤ改正で新設、土日祝1往復のみ運行。途中無停車の直通便である。系統番号はない。

### 高原線
- 【I70】シャボテン公園 - 理想郷 - 高原中央 - 伊豆高原駅 - 蓮着寺口 - 伊豆海洋公園
- 【I71】シャボテン公園 - 理想郷 - ぐらんぱる公園 - 伊豆高原駅
- 【I72】 シャボテン公園 - 理想郷 - 高原中央 - 伊豆高原駅
- 【I80】伊豆海洋公園 → 蓮着寺口 → 伊豆高原駅 → ぐらんぱる公園 → 理想郷 → シャボテン公園
- 【快速】伊豆高原駅 - シャボテン公園
  - 2024年4月1日のダイヤ改正で新設、土日祝1往復のみ運行。途中無停車の直通便である。

### 一碧湖線
- 【I75】一碧湖 - 理想郷 - 高原中央 - 伊豆高原駅

### 順天堂病院線（病院直通線）
- 荻車庫 - 荻 - 城山町 - 暖香園 - 伊東駅 - 宇佐美駅 - 中央図書館前 - 順天堂大学静岡病院
- 池 → 八幡野 → 吉田 → 川奈口 → 暖香園 → 伊東駅 → 宇佐美駅 → 中央図書館前 → 順天堂大学静岡病院
伊豆高原・伊東駅・宇佐美駅から亀石峠を経由して伊豆の国市にある順天堂大学医学部附属静岡病院を結ぶ路線[9][10]。暖香園や伊東駅発着便もある。もとは伊東市内から病院まで直行する同市の自主運行バスとして開設された路線だが[11]、2014年2月時点で自治体からの補助を受けずに伊豆東海バスが単独で運行している[9]。このような経緯から伊豆の国市の中山間地域には停車地がなく通過するだけだったが[11]、地区内の住民から停車してほしいという要望が出たため伊豆の国市が停車地の選定を行い、2014年4月1日より新東海バス（現・修善寺営業所）の田原野・下畑の2か所の停留所が追加された[9]。路線図に記載がなかったが、2023年4月より病院直通線として記載されるようになった。なお、公式サイトなどでは時刻表及び運賃検索はできない（下賀茂発着便はなし→2025年4月1日改正から下田市自主運行バス路線となり路線図等にも掲載されている。また、下賀茂発着から下田駅発着に短縮などの変更を行った。）

### 天城東急リゾートシャトルバス
- 伊東駅 - ハーヴェスト伊東 - 城山町 - 荻 - 浅間神社 - 富士見台 - 天城ホームステッド - ハーヴェスト天城 - 天城高原ゴルフ場
- 荻車庫 → 浅間神社 → 富士見台 → 天城ホームステッド → ハーヴェスト天城 → 天城高原ゴルフ場
伊東駅と伊豆市の天城東急リゾートの各施設を結ぶシャトルバス[12]。伊東駅・荻車庫 - 浅間神社間のみの乗車はできない（ただし、伊東駅 → ハーヴェスト伊東間は可能）[13]。

### 受託路線
各自治体から委託を受けて以下の自主運行バスを運行している。カッコ内は東海バスでの路線名称。すべての路線で他の東海バス路線と一体運用を行っている。

#### 伊豆市

##### 修善寺・下尾野口線（冷川・伊東線）
- 【C71】修善寺駅 - 年川 - 中伊豆温泉病院 - 白岩 - 八幡（はつま） - 下尾野口：修善寺営業所と共管[15]。1999年4月1日に自主運行バス路線となった。伊東営業所の担当は毎日1往復のみ[16]。

#### 伊豆市・伊東市

##### 伊東・修善寺線（市民病院・修善寺線）
- 【I41】 伊東駅 - 伊東市民病院 - 海立 - 観光荘下 - 観光荘 - 冷川峠 - 下尾野口 - 中伊豆温泉病院 - 年川 - 修善寺駅：修善寺営業所と共管。3往復ずつの担当[17]。伊東駅 - 伊東温泉間では伊東駅方面行はいでゆ橋・本町を経由し、修善寺駅方面行は松原を経由する。2024年11月16日のダイヤ改正により、修善寺駅方面行は東海館前経由からいでゆ橋経由に変更した。

#### 伊東市

##### 伊東・宇佐美港線（宇佐美・マリンタウン線）
- 【I02】 伊東駅 - サンハトヤ前 - 宇佐美港
  - 2024年4月1日のダイヤ改正により、桑原地区を通る経路変更を実施。宇佐美新町 - 宇佐美幼稚園間に桑原、桑原会館前、稲田の3停留所を追加。伊東市役所・宇佐美港線も同様。

##### 伊東市役所・宇佐美港線（宇佐美・マリンタウン線）
- 【I02】 伊東市役所 - 伊東駅 - サンハトヤ前 - 宇佐美港
  - 平日朝夕のみ運行。

##### 伊東・伊豆高原線（蓮着寺口・海洋公園・伊豆高原駅線（吉田経由））
- 【I32】伊東駅 - 川奈口 - 吉田 - 沢向 - 城ヶ崎駅口 - 蓮着寺口 - 伊豆高原駅

##### 伊東・赤沢海岸線（伊豆高原駅・赤沢線（国道経由））
- 【I39】伊東駅 - 川奈口 - 吉田 - ぐらんぱる公園入口（朝）／ぐらんぱる公園（夕） - 伊豆高原駅 - 赤沢海岸
  - 上りのみ伊豆高原駅の前後でそれぞれファミリーガーデンを経由する。

##### ぐらんぱる公園・赤沢海岸線（伊豆高原駅・赤沢線（国道経由））
- 【I39】ぐらんぱる公園入口 → 伊豆高原駅 → 赤沢海岸
  - 平日朝1便のみ運行

##### シャボテン公園・池・伊豆高原駅線（高原線）
- 【I73】伊豆高原駅 - 八幡野 - 高原中央 - 南原 - 池中野 - シャボテン公園

## 休廃止路線
川奈駅 - 伊東商業高校線
- 【I06】川奈駅 → 伊東商業高校
  - 2022年3月31日をもって廃止。

吉田団地循環
- 【I24】伊東駅 → 伊東市役所 → 城星 → 県営吉田団地 → 城星 → 伊東駅
  - 伊東駅発の19時台以降は本町・東海館前経由となっていた。
  - 2023年3月31日をもって廃止。

宇佐美・マリンタウン線（一部系統）
- 【I02】 宇佐美港→サンハトヤ前→マリンタウン→伊東駅
  - 夜1便のみ運行。
  - 2024年3月31日をもって廃止。

伊東市自主運行バス池中野・伊豆高原駅線（高原線）
- 【I73】伊豆高原駅 - 八幡野 - 高原中央 - 南原 - 池中野
  - 毎日1往復のみの運行。2025年3月末をもって運行休止。

伊東市自主運行バス伊東市民病院・伊豆高原駅線
- 【I76】 伊東市民病院 - 南伊東駅口 - 城山町 - 荻 - 一碧湖 - 理想郷 - 高原中央 - 伊豆高原駅
  - 2025年3月末をもって運行休止。

## コラボ企画
2016年8月21日より、テレビアニメ『あまんちゅ!』のラッピングバスを運行している。これは、同作品が伊東市を舞台にしており、伊豆東海バス（当時）の車両が作中に登場したことなどによる。ラッピングバス運行開始日から同年10月10日の間市内で開催された同作品のスタンプラリーでは、伊東駅構内案内所がスタンプ設置場所の1つになっていた。また、同作品のイベント開催に合わせて、2018年3月21日にラッピングバスの展示イベントが行われた。

## 参考資料
- 『16 東海自動車』BJエディターズ〈バスジャパン・ハンドブックシリーズ〉、1993年。ISBN 4795277729。